# 洛布納
51°38′45″N 25°34′5″E / 51.64583°N 25.56806°E
洛布納（烏克蘭語：Лобна），是烏克蘭的村落，位於該國西部沃倫州，由卡明-卡希尔斯基区負責管轄，面積2.76平方公里，海拔高度152米，2001年人口684，人口密度每平方公里247.83人。